# Барельєф Ігорю Сердюку
Меморіальний барельєф Ігорю Сердюку — барельєф у Кременчуці присвячений Герою України Ігорю Сердюку. Розташований на розі вул. Небесної Сотні та вул. Ігоря Сердюка на будинку № 21/35. Відкрито 20 лютого 2020 року у День Героїв Небесної Сотні.

## Історія

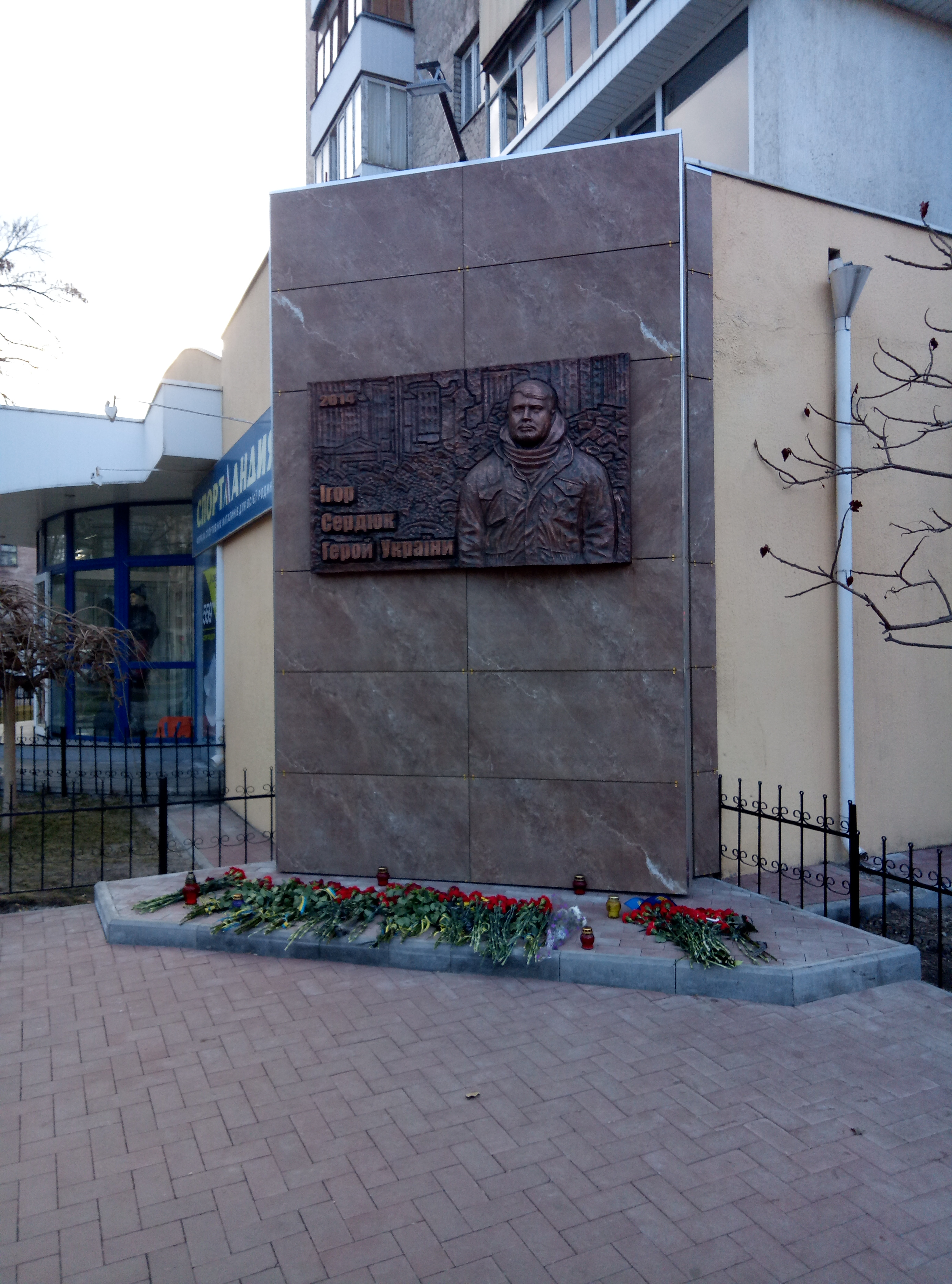

Ігор почав їздити до Києва з перших днів Євромайдану, інколи їздив додому, щоб навідати дружину Ірину та доньку Олександру. На майдані був прапороносцем 9-ї сотні самооборони. 18 лютого під час побудови барикад неподалік Маріїнського парку невстановлені особи, імовірно, тітушки або «беркутівці», спочатку влаштували сутичку з активістами, після чого вистрілили Ігореві в обличчя на перехресті вулиці Інститутської та Кріпосного провулку. Куля ввійшла рівно між очей.
20 лютого 2020 року у Кременчуці під час меморіальних заходів, присвячених Дню пам'яті Героїв Небесної Сотні було відкрито меморіальний барельєф Ігорю Сердюку. Серед інших відкривав меморіальний барельєф батько Ігоря — Микола Сердюк. Також були присутні мати, брат Володимир та донька Олександра, представники міської влади, побратими та інші кременчужани. Поруч з барельєфом стояв почесний караул з ліцеїстів Кременчуцького військового ліцею
Автором меморіального барельєфу став кременчуцький скульптор, викладач Кременчуцької художньої школи ім. О. Д. Литовченка — Володимир Максименко.